# Kronosaurus
Kronosaurus ("Kronův ještěr") byl rod velkého křídového mořského plaza (pliosaura). Tento velký dravec žil asi před 125 až 99 miliony let (věky apt a alb) v mořích nedaleko dnešní Austrálie a Jižní Ameriky (a nejspíš i jinde).

## Popis
Měl stejně jako jiní pliosauři ploutvovité končetiny a hydrodynamický tvar těla. Typový druh K. queenslandicus byl popsán Longmanem v roce 1924. Další druh K. boyacensis byl popsán z Kolumbie v roce 1992. Velikost kronosaura byla dlouho nadsazována (uvádělo se rozpětí zhruba 12-18 metrů). Dnes předpokládáme, že délka tohoto velkého plaza činila asi 10,3 metru a hmotnost kolem 15,5 tuny. Zuby byly dlouhé kolem 7 centimetrů.
Fosilní materiál některých exemplářů z Kolumbie i Austrálie byl v roce 2021 přejmenován a zařazen do jiných, nově stanovených taxonů.

## V populární kultuře
Kronosaurus se objevuje v roli jakési "vraždící bestie" například v románu Roberta T. Bakkera Červený raptor. Dále byl tento rod proslaven také dokumentem Predátor X. Jako nebezpečný dravec vystupuje také v románu Steva Altena "Hlubina" - "Trench".
Nejslavnější exemplář byl roku 1958 vystaven v Harvardském muzeu srovnávací zoologie (Harvardské muzeum přírodní historie), jeho rekonstrukci provedl paleontolog Alfred Sherwood Romer. Tento obří exemplář byl objeven americkým vědeckým týmem, vyslaným do Austrálie v roce 1931.